# Ort im Innkreis
Ort im Innkreis osztrák község Felső-Ausztria Riedi járásában. 2021 januárjában 1299 lakosa volt.

## Elhelyezkedése

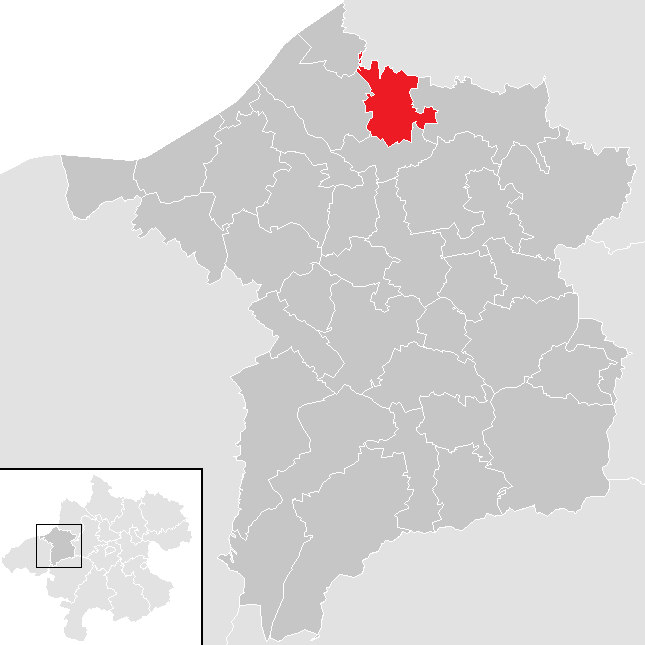
Ort im Innkreis a Ried im Innkreis-i járásban

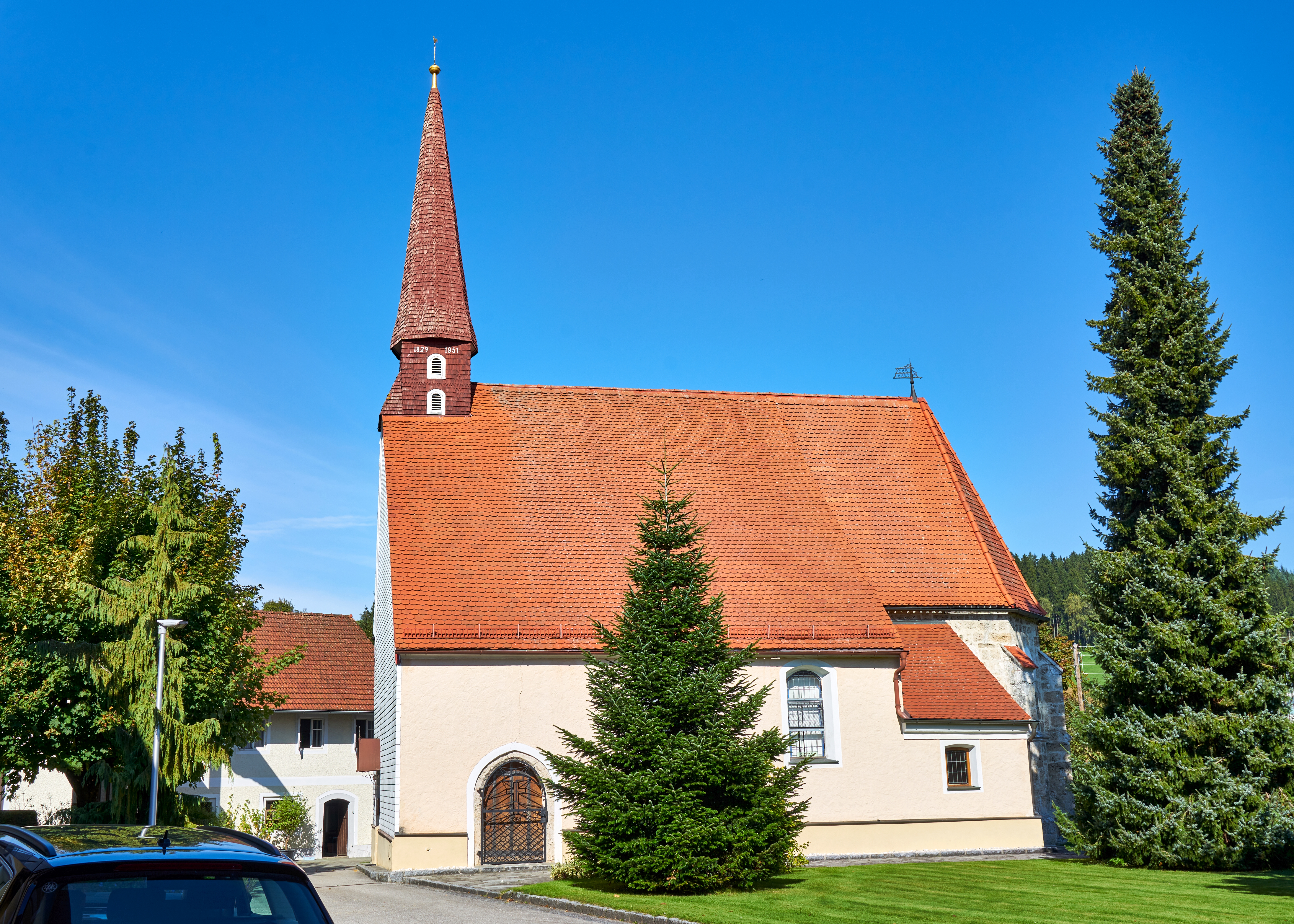
Az osternachi Szt. Vitus-templom

Ort im Innkreis a tartomány Innviertel régiójában fekszik, az Innvierteli-dombságon, az Antiesen folyó mentén. Területének 15,6%-a erdő, 70,1% áll mezőgazdasági művelés alatt. Az önkormányzat 8 települést és településrészt egyesít: Aichberg (80 lakos 2021-ben), Aigen (35), Bischelsdorf (118), Kammer (0), Kellern (19), Ort im Innkreis (794), Osternach (213) és Stött (40).
A környező önkormányzatok: keletre Lambrechten, délre Sankt Martin im Innkreis, nyugatra Reichersberg, északnyugatra Antiesenhofen, északra Eggerding.

## Története
Ortot először 1120-ban említik. Egyik ("felső") fele a reichersbergi apátság, az "alsó" az orti vár birtoka volt; utóbbit az apátság 1709-ben megvásárolta.
A régió 1779-ig Bajorországhoz tartozott; ekkor a bajor örökösödési háborút lezáró tescheni béke Ausztriának ítélte az Innviertelt. A napóleoni háborúk alatt a falu rövid időre visszatért a francia bábállam Bajországhoz, de 1816 után végleg Ausztriáé lett. Ort 1879-ben vált önálló községgé.
Az 1938-as Anschluss után a települést a Harmadik Birodalom Oberdonaui gaujába sorolták be. A második világháborút követően visszatért Felső-Ausztriához.

## Lakosság
Az Ort im Innkreis-i önkormányzat területén 2021 januárjában 1299 fő élt. A lakosságszám 1961 óta gyarapodó tendenciát mutat. 2019-ben az ittlakók 86,3%-a volt osztrák állampolgár; a külföldiek közül 2,8% a régi (2004 előtti), 6,3% az új EU-tagállamokból érkezett. 3,2% az egykori Jugoszlávia (Szlovénia és Horvátország nélkül) vagy Törökország, 1,3% egyéb országok polgára volt. 2001-ben a lakosok 91,7%-a római katolikusnak, 3,5% mohamedánnak, 1,4% pedig felekezeten kívülinek vallotta magát. Ugyanekkor a legnagyobb nemzetiségi csoportokat a németek (95,3%) mellett a törökök (2,4%) és a horvátok (1,8%) alkották.
A népesség változása:

| 2016 | 1 219 |
| 2018 | 1 275 |

## Látnivalók
- az András apostol-plébániatemplom
- az osternachi Szt. Vitus-templom
- a községben minden évben megrendezik a négynapos "fúvószenekar-Woodstockot"

## Fordítás
- Ez a szócikk részben vagy egészben  az   Ort im Innkreis című német Wikipédia-szócikk ezen változatának fordításán alapul.  Az eredeti cikk szerkesztőit annak laptörténete sorolja fel. Ez a jelzés csupán a megfogalmazás eredetét és a szerzői jogokat jelzi, nem szolgál a cikkben szereplő információk forrásmegjelöléseként.